# Давыдово (Вачский район)
Давы́дово — село в Вачском районе Нижегородской области, входит в состав Филинского сельсовета. Бывший административный центр Давыдовского сельсовета.
В прошлом — село Горбатовского уезда Нижегородской губернии.

## Из истории
Примерно в 1706 году император Пётр I за особые заслуги дал Борису Петровичу Шереметеву наряду с другими земельными дачами лесные угодья в Горбатовском уезде вблизи границы с Муромским уездом. Давыдово появилось примерно в 1714-1715 году, когда Б.П.Шереметев поселил там 12 караульщиков леса, которые жили поначалу в землянках.
Давыдово размежевано в 1850 году на 12 участков, основные владения принадлежали Прасковье Кирилловне Пестель и графу Дмитрию Николаевичу Шереметеву.
В Давыдове существовал Дальне-Давыдовский женский монастырь, возникновение которого было предсказано Серафимом Саровским в 1785 году. Монастырь начался с женской общины, образованной в 1845 году Неониллой Борисовной Захаровой, о которой Серафим Саровский также сказал пророчество: "Она будет людям на посмеяние, а Царице Небесной на прославление.". Община была Высочайше утверждена по благословению Святейшего Синода (т.е. официально признанной) в 1858 году. 20 августа 1886 года по ходатайству Епископа Нижегородского и Арзамасского Преосвященного Модеста Священный Синод Русской Православной Церкви возвел Дальне-Давыдовскую женскую общину в общежительный монастырь. На территории монастыря находились две церкви:
- Соборный храм во имя иконы Божией Матери "Утоли моя печали"
- Церковь во имя "Всех Святых"

Эти здания сохранились и по сей день.
На момент образования общины в 1845 году в ней насчитывалось 10 сестер; в 1858 году, на момент признания, община насчитывала 44 сестры; в 1907 году в общине было уже 209 сестер. На момент закрытия монастыря в 1927-28 годах в нем числилось порядка 150 человек.
В 2000 году соборный храм во имя иконы Пресвятой Богородицы "Утоли моя печали" был восстановлен.
Также в Давыдове была церковь во имя Рождества Христова (Христорождественская церковь), построенная в 1813 году и закрытая в 1937 году. В июне 1959 года церковь была уничтожена: сначала стальными тросами, подцепленными к гусеничным тракторам, свалили колкольню; затем мощными зарядами взрывчатки были разрушены стены. В 2009 году на месте церкви на пожертвования Валерия Павловича Анисимова установлен поклонный крест.
В советские времена в Давыдове существовал колхоз «Передовик».

## Давыдово в наши дни
В Давыдове есть стационарная телефонная связь, в нём также установлен «красный» таксофон с номером (83173) 79-141.
При церкви Во имя Всех святых села Давыдово имеется приход Русской православной церкви, относящийся к Кулебакскому благочинию Нижегородской и Арзамасской епархии.
Доехать до Давыдова можно на автомобиле по автодороге Р125 Муром — Нижний Новгород, повернув по указателю в Филинском или рейсовым автобусом Павлово — Давыдово и др.